# Selección de fútbol sala de la República Checa
La selección de fútbol sala de la República Checa es el equipo que representa al país en la Copa Mundial de fútbol sala de la FIFA, en la Eurocopa de fútbol sala y en otros torneos de la especialidad; y es controlado por la Asociación de Fútbol de la República Checa.

## Estadísticas

### Copa Mundial de Futsal FIFA
| Copa Mundial de fútbol sala de la FIFA | Copa Mundial de fútbol sala de la FIFA | Copa Mundial de fútbol sala de la FIFA | Copa Mundial de fútbol sala de la FIFA | Copa Mundial de fútbol sala de la FIFA | Copa Mundial de fútbol sala de la FIFA | Copa Mundial de fútbol sala de la FIFA | Copa Mundial de fútbol sala de la FIFA |
| Año                                    | Ronda                                  | J                                      | G                                      | E                                      | P                                      | GF                                     | GC                                     |
| Como Checoslovaquia                    | Como Checoslovaquia                    | Como Checoslovaquia                    | Como Checoslovaquia                    | Como Checoslovaquia                    | Como Checoslovaquia                    | Como Checoslovaquia                    | Como Checoslovaquia                    |
| -------------------------------------- | -------------------------------------- | -------------------------------------- | -------------------------------------- | -------------------------------------- | -------------------------------------- | -------------------------------------- | -------------------------------------- |
| 1989                                   | No participó                           | No participó                           | No participó                           | No participó                           | No participó                           | No participó                           | No participó                           |
| 1992                                   | No clasificó                           | No clasificó                           | No clasificó                           | No clasificó                           | No clasificó                           | No clasificó                           | No clasificó                           |
| Como República Checa                   |                                        |                                        |                                        |                                        |                                        |                                        |                                        |
| 1996                                   | No clasificó                           | No clasificó                           | No clasificó                           | No clasificó                           | No clasificó                           | No clasificó                           | No clasificó                           |
| 2000                                   | No clasificó                           | No clasificó                           | No clasificó                           | No clasificó                           | No clasificó                           | No clasificó                           | No clasificó                           |
| 2004                                   | Segunda ronda                          | 6                                      | 2                                      | 0                                      | 4                                      | 12                                     | 18                                     |
| 2008                                   | Primera ronda                          | 4                                      | 2                                      | 0                                      | 2                                      | 10                                     | 10                                     |
| 2012                                   | Octavos de final                       | 4                                      | 1                                      | 1                                      | 2                                      | 7                                      | 14                                     |
| 2016                                   | No clasificó                           | No clasificó                           | No clasificó                           | No clasificó                           | No clasificó                           | No clasificó                           | No clasificó                           |
| 2021                                   | Octavos de final                       | 4                                      | 1                                      | 1                                      | 2                                      | 8                                      | 11                                     |
| 2024                                   | No clasificó                           | No clasificó                           | No clasificó                           | No clasificó                           | No clasificó                           | No clasificó                           | No clasificó                           |
| Total                                  | 4/9                                    | 18                                     | 6                                      | 2                                      | 10                                     | 37                                     | 53                                     |

### Eurocopa de Fútbol Sala
| Eurocopa de Fútbol Sala | Eurocopa de Fútbol Sala | Eurocopa de Fútbol Sala | Eurocopa de Fútbol Sala | Eurocopa de Fútbol Sala | Eurocopa de Fútbol Sala | Eurocopa de Fútbol Sala | Eurocopa de Fútbol Sala |
| Año                     | Ronda                   | J                       | G                       | E                       | P                       | GF                      | GC                      |
| ----------------------- | ----------------------- | ----------------------- | ----------------------- | ----------------------- | ----------------------- | ----------------------- | ----------------------- |
| 1996                    | No clasificó            | No clasificó            | No clasificó            | No clasificó            | No clasificó            | No clasificó            | No clasificó            |
| 1999                    | No clasificó            | No clasificó            | No clasificó            | No clasificó            | No clasificó            | No clasificó            | No clasificó            |
| 2001                    | Fase de grupos          | 3                       | 0                       | 1                       | 2                       | 9                       | 13                      |
| 2003                    | Tercer lugar            | 4                       | 2                       | 0                       | 2                       | 12                      | 14                      |
| 2005                    | Fase de grupos          | 3                       | 1                       | 0                       | 2                       | 6                       | 9                       |
| 2007                    | Fase de grupos          | 3                       | 0                       | 0                       | 3                       | 7                       | 17                      |
| 2010                    | Tercer lugar            | 5                       | 2                       | 1                       | 2                       | 16                      | 25                      |
| 2012                    | Fase de grupos          | 2                       | 0                       | 0                       | 2                       | 5                       | 8                       |
| 2014                    | Fase de grupos          | 2                       | 0                       | 1                       | 1                       | 4                       | 11                      |
| 2016                    | Fase de grupos          | 2                       | 0                       | 0                       | 2                       | 3                       | 11                      |
| 2018                    | No clasificó            | No clasificó            | No clasificó            | No clasificó            | No clasificó            | No clasificó            | No clasificó            |
| 2022                    | No clasificó            | No clasificó            | No clasificó            | No clasificó            | No clasificó            | No clasificó            | No clasificó            |
| Total                   | 8/12                    | 24                      | 5                       | 3                       | 16                      | 62                      | 108                     |

### Grand Prix de Futsal
| Grand Prix de Futsal | Grand Prix de Futsal | Grand Prix de Futsal | Grand Prix de Futsal | Grand Prix de Futsal | Grand Prix de Futsal | Grand Prix de Futsal | Grand Prix de Futsal |
| Año                  | Ronda                | J                    | G                    | E                    | P                    | GF                   | GC                   |
| -------------------- | -------------------- | -------------------- | -------------------- | -------------------- | -------------------- | -------------------- | -------------------- |
| 2005                 | No participó         | No participó         | No participó         | No participó         | No participó         | No participó         | No participó         |
| 2006                 | 5.º lugar            | 2                    | 0                    | 0                    | 2                    | 4                    | 6                    |
| 2007                 | No participó         | No participó         | No participó         | No participó         | No participó         | No participó         | No participó         |
| 2008                 | 8.º lugar            | 6                    | 2                    | 1                    | 3                    | 11                   | 11                   |
| 2009                 | 4.º lugar            | 6                    | 2                    | 2                    | 2                    | 26                   | 28                   |
| 2010                 | 8.º lugar            | 6                    | 1                    | 1                    | 4                    | 16                   | 26                   |
| 2011                 | 8.º lugar            | 6                    | 2                    | 1                    | 3                    | 18                   | 22                   |
| 2013                 | No participó         | No participó         | No participó         | No participó         | No participó         | No participó         | No participó         |
| 2014                 | No participó         | No participó         | No participó         | No participó         | No participó         | No participó         | No participó         |
| 2015                 | No participó         | No participó         | No participó         | No participó         | No participó         | No participó         | No participó         |
| 2016                 | Por disputarse       | -                    | -                    | -                    | -                    | -                    | -                    |
| Total                | 5/11                 | 26                   | 6                    | 8                    | 12                   | 68                   | 85                   |

### Mundialito
| Mundialito de Futsal | Mundialito de Futsal | Mundialito de Futsal | Mundialito de Futsal | Mundialito de Futsal | Mundialito de Futsal | Mundialito de Futsal | Mundialito de Futsal |
| Año                  | Ronda                | J                    | G                    | E                    | P                    | GF                   | GC                   |
| -------------------- | -------------------- | -------------------- | -------------------- | -------------------- | -------------------- | -------------------- | -------------------- |
| 1994                 | No participó         | No participó         | No participó         | No participó         | No participó         | No participó         | No participó         |
| 1995                 | No participó         | No participó         | No participó         | No participó         | No participó         | No participó         | No participó         |
| 1996                 | No participó         | No participó         | No participó         | No participó         | No participó         | No participó         | No participó         |
| 1998                 | No participó         | No participó         | No participó         | No participó         | No participó         | No participó         | No participó         |
| 2001                 | 4.º lugar            | 4                    | 1                    | 1                    | 2                    | 8                    | 15                   |
| 2002                 | Fase de grupos       | 3                    | 1                    | 0                    | 2                    | 8                    | 10                   |
| 2006                 | No participó         | No participó         | No participó         | No participó         | No participó         | No participó         | No participó         |
| 2007                 | No participó         | No participó         | No participó         | No participó         | No participó         | No participó         | No participó         |
| 2008                 | No participó         | No participó         | No participó         | No participó         | No participó         | No participó         | No participó         |
| Total                | 2/9                  | 7                    | 2                    | 1                    | 4                    | 16                   | 25                   |